# 絲鬚纖巨口魚
絲鬚纖巨口魚（学名：Leptostomias gladiator）为輻鰭魚綱巨口鱼目巨口鱼科的其中一種。分布於全球三大洋海域，為深海魚類，棲息深度可達5000公尺，本魚身體細長，體暗褐色到深黑色，觸鬚乳脂色的黃色球莖，發光器紫羅蘭色，背鰭軟條19-22枚;臀鰭軟條23-29枚，體長可達37.3公分。

## 扩展阅读
維基物種上的相關：絲鬚纖巨口魚